# Anaphe panda
Anaphe panda är en fjärilsart som beskrevs av Jean Baptiste Boisduval. Anaphe panda ingår i släktet Anaphe och familjen tandspinnare. Inga underarter finns listade i Catalogue of Life.